# Clusia cooperi
Clusia cooperi  es una especie de planta con flor en la familia de las clusiáceas. Está estrechamente relacionada con Clusia belizensis que tiene las flores más grandes y el ápice de las hojas redondeado.

## Descripción
Son arbustos epífitas, con látex cremoso. Las hojas son elípticas, de 12–20 cm de largo y 3–6 cm de ancho, ápice y base agudos, con nervios laterales 4–7 por cm; pecíolos de 1–2.5 cm de largo. Las inflorescencias de 1–3 cm de largo; con yemas de 10–15 mm de diámetro; pétalos de 1.5 cm de largo, gruesos, blanco-cremosos; estambres numerosos, libres; ovario rodeado por  16 estaminodios con anteras, estigmas (9–) 15–20, ligeramente elevados. El fruto es ovoide, de 2–3.5 cm de largo y 2–3 cm de diámetro, longitudinalmente acostillado con igual número de costillas como carpelos, verde.

## Distribución y hábitat
Común en bosques húmedos y llanuras inundables, en la zona atlántica; a una altitud de 0–300 metros; florece en la época seca, fructifica en mayo, julio; desde Nicaragua a Panamá.

## Taxonomía
Clusia cooperi fue descrita por Paul Carpenter Standley y publicado en Publications of the Field Museum of Natural History, Botanical Series 4(8): 234–235. 1929.
Etimología
Clusia: nombre genérico otorgado en honor del botánico Carolus Clusius.
cooperi: epíteto otorgado en honor del naturalista estadounidense James Graham Cooper.
Sinonimia
- Clusia quadrangula Bartlett